# Genomsnittligt anskaffningsvärde
Genomsnittligt anskaffningsvärde (GAV) är snittvärdet för inköp av delägarrätter, som till exempel fonder eller aktier, som gjorts vid flera olika tillfällen under en given period. Begreppet används för att beräkna om en reavinst eller förlust gjorts när dessa fonder eller aktier skall avyttras eller tas upp i deklaration.